# Imperialismo
Imperialismo é um conjunto de ideias, medidas e mecanismos que, sob determinação de um Estado-nação, procuram efetivar políticas de expansão e domínio territorial, cultural ou econômico sobre outras regiões geográficas, vizinhas ou distantes.[carece de fontes?]
Esta prática está associada, na história da humanidade, à formação de impérios que se desenvolveram e, em muitos casos, foram dissolvidos ou substituídos por outros, por diferentes motivos. No entanto, o conceito de imperialismo, derivado de uma prática assente na teoria econômica, só surgiu no início do século XX.[carece de fontes?]
Conforme alguns analistas, o neocolonialismo moderno pode ser considerado como uma expressão de imperialismo "informal", sem colônias, embora este seja um tema controverso entre os historiadores.

## Etimologia
A palavra imperialismo surge a partir da palavra imperium em latim, e significa poder supremo. Seu significado atual surge no Reino Unido na década de 1870 e foi usado com uma conotação negativa. Na Grã-Bretanha, a palavra até então tinha sido principalmente usada para se referir à política de Napoleão III de obtenção de opinião pública favorável na França através de intervenções militares fora do país.

## História

### Modernidade
No final do século XIX e começo do século XX, a economia mundial viveu grandes mudanças. As inovações tecnológicas da Revolução Industrial aumentaram a produção fabril, o que gerou a necessidade de novos mercados consumidores para esses produtos e uma nova corrida por muitas matérias primas.

#### Imperialismo Asiático
A conquista da Ásia aconteceu aos poucos, primeiramente com o abrir de alguns portos em pequenas ilhas durante  o século XVIII e antigas colônias hispano-holandesas nas Filipinas (cedida aos Estados Unidos pela Espanha depois) e ilhas da Indonésia (holandeses).[carece de fontes?]
Mas a desenfreada exploração que se deu por estas bandas foi a partir da Rússia, que construiu uma estrada de ferro ligando a Rússia européia até suas margens do Pacífico Oriental, com o objetivo de influenciar e dominar a Mongólia e a China.

#### Japão
Já a entrada do Japão no grupo dos países imperialistas foi por pressão dos Estados Unidos e do Reino Unido de tempos. Sob muita pressão dos estadunidenses, o Japão governado formalmente por um monarca, mas quem tinha plenos poderes era o comandante das Forças Militares Japonesas, o Xogun, decidiu abrir alguns portos para os países ocidentais. Isso causou uma revolta por vários motivos na ilha, conhecido como Restauração Meiji, onde restaurava plenamente os poderes do imperador, que fez o Japão dar um salto no desenvolvimento industrial e econômico do país. Isso fez com que a concorrência entre Reino Unido, França, Rússia e os Estados Unidos ficasse mais acirrada e incluísse o Japão na disputa imperialista.
Para tanto, o exército japonês invadiu a China e obteve sucesso em suas missões, anexando ao seu território a região correspondente à Manchúria, as atuais Coreias e a ilha de Formosa. Na tentativa de expulsar os japoneses, os chineses buscaram apoio - em vão - da Rússia. Este país teve de indenizar o Japão.

#### Influência inglesa
O Reino Unido começou sua investida, através de acordos comerciais com o imperador da China. Em 1839, o imperador proíbe o comércio de Ópio em seu território, cujo era comercializado pelo Reino Unido na Índia. Mas os britânicos não acataram as ordens e continuaram a comercializar a droga. Como punição o governo chinês afunda alguns navios britânicos. Este fato serve de pretexto para o Reino Unido declarar guerra à China. Com uma marinha superior a da chinesa o Reino Unido vence, e como  pagamento ao vencedor a China teve que ceder a Ilha de Hong-Kong e abrir diversos portos.
Com o domínio meridional da China, a Indochina cedida pela França, devido à Guerra dos Sete Anos, o Reino Unido conquistou a hegemonia também do Sudeste Asiático. Nesse decorrer de tempos ocorreram várias revoltas, uma muito importante ocorreu na Índia, mas ela foi sufocada, e assim os britânicos abocanham de vez a Índia integrando-a como parte de seu Império Colonial. Já no ano de 1895, a China sofre sua pior humilhação, a partilha de seu território em áreas de influência entre: Reino Unido, França, Japão, Alemanha e Rússia, isso gerou a Revolta dos Boxers.
Para vencer essa batalha, as potências europeias e nipônica, tiveram que se unir e conseguiram vencê-la. Já os Estados Unidos recolonizaram as Filipinas e conquistaram e anexaram ilhas como o Havaí entre outras.

#### Conferência de Berlim
Em 1885, teve início a Conferência de Berlim, que reuniu representantes de potências europeias para promover a "partilha amigável" do continente africano.  As maiores beneficiadas com a partilha foram a França e a Inglaterra, com maior número de colônias em áreas economicamente mais interessantes. A Conferência de Berlim não contou com participação de nenhum representante africano, a partilha foi feita sem qualquer consulta ou uma participação dos povos que seriam atingidos pelas decisões, sem levar em conta os aspectos culturais e étnicos de cada povo.

### Imperialismo e neo-imperialismo Europeu
A concepção de um neo-imperialismo foi realizada por economistas ingleses e franceses no início do século XIX. Este conceito constituiu-se no modus operandi colonialista, porém dentro da realidade do capitalismo industrial. “Um país imperialista era um país que dominava economicamente o outro”, e desse modo a capitalização das nações imperialistas gradativamente se ampliava, assim como a "absorção" dos países dominados pelos monopólios, mão-de-obra barata e abundante e mercados consumidores, levavam ao ciclo do neo-colonialismo, que é o produto da expansão constante do imperialismo.

Os países imperialistas dominaram muitos povos de várias partes do planeta, em especial dos continentes africano e asiático. Porém, a maior parte das elites e da população desses países se sobrepunham tendo como afirmativa que suas ações eram justas e até benéficas à humanidade em nome da ideologia do progresso. Dessa forma, tinham 3 visões explicativas: o etnocentrismo, baseado na ideia de que existiam povos superiores a outros (europeus superiores a asiáticos, indígenas e africanos, exemplos clássicos), da mesma forma o racismo e o darwinismo social que interpretava a teoria da evolução de uma forma discutível, afirmando a hegemonia de alguns sobre outros pela seleção natural. Assim, no final do século XIX e o começo do século XX, os países imperialistas se lançaram numa corrida por matéria-prima, mercados consumidores e países com uma fragilidade política, com o intuito de colonizar. O imperialismo foi uma dos principais motivos políticos para conflitos na Europa, em destaque a Primeira Guerra Mundial, dando princípio à “nova era imperialista".

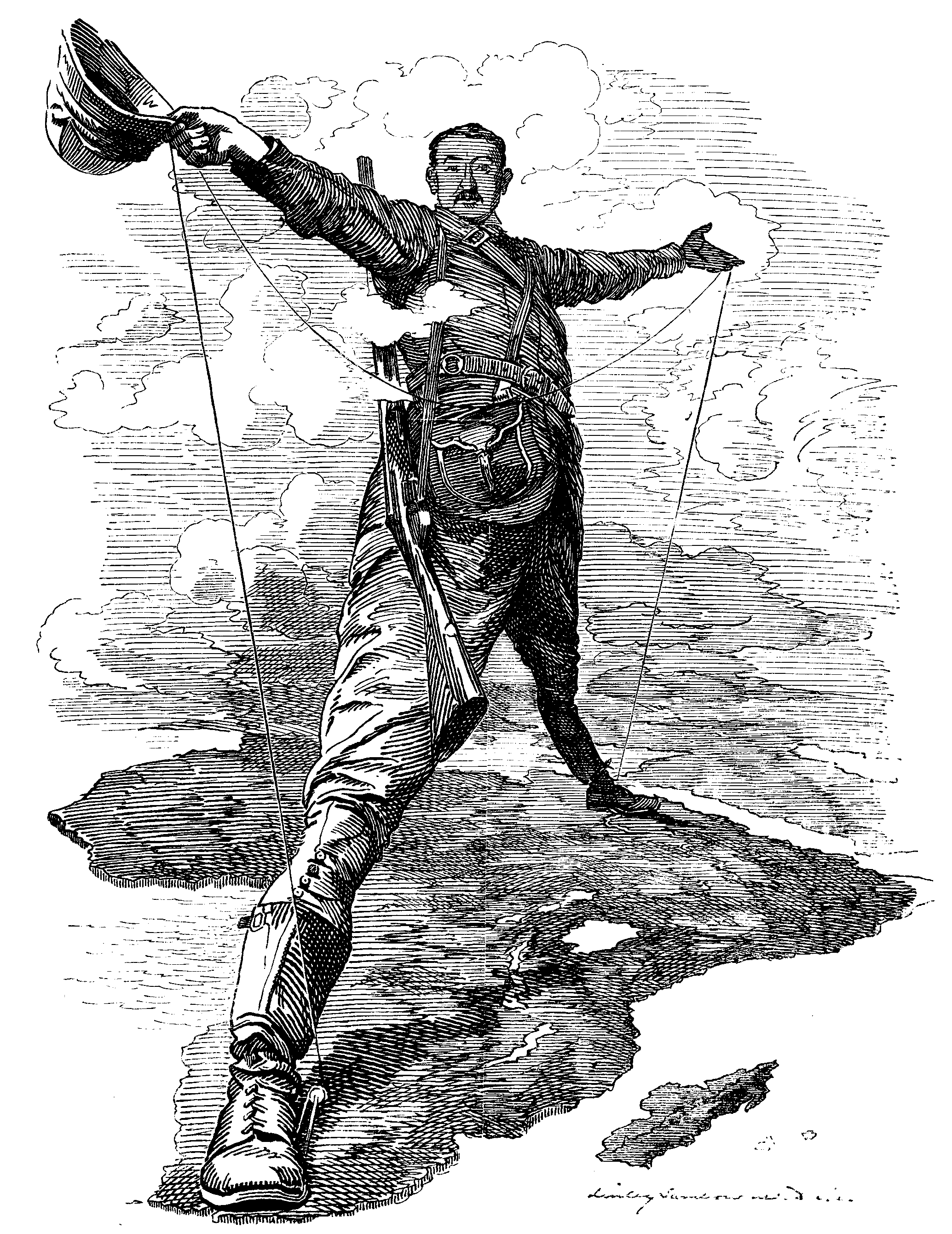
Cecil Rhodes e o projeto ferroviário do Cabo-Cairo. Rhodes fundou a De Beers Mining Company, de propriedade da Companhia Britânica da África do Sul e teve seu nome dado ao que se tornou o estado de Rodésia. Ele gostava de "pintar o mapa britânico de vermelho" e declarou: "todas estas estrelas ... estes vastos mundos que permanecem fora do alcance, se eu pudesse, eu anexaria outros planetas."

#### Imperialismo Britânico
Nos finais do século XIX, a África do Sul estava dividida nas repúblicas bôeres e nas colónias britânicas do Cabo e do Natal. Com a descoberta de minas de diamante na região, o Reino Unido decidiu dominar e explorar esse território, o que deu início às Guerras dos Bôeres. O Reino Unido ganhou a Segunda Guerra dos Bôeres e consequentemente o domínio efetivo do território, sob promessa de autonomia, o que deu origem à União Sul-Africana.
A Índia foi mais um país afetado pelo Imperialismo Britânico, que impôs através da formalidade o domínio militar e cultural através da justificativa do Darwinismo Social e do Eurocentrismo (Europa como centro do mundo e cultura superior às outras).
Com o fim de acabar com o imperialismo britânico na Índia a população fez a Revolta dos Sipaios, em que nacionalistas indianos apoiados pela população local e pelo exército da Índia reivindicavam o direito indiano à liberdade. Mas a revolta foi sufocada pela Inglaterra. Mais tarde, Mahatma Gandhi propôs uma luta sem armas e sem sangue derramado através do boicote de vários produtos ingleses.

## Estudos
O primeiro estudo sistemático sobre o imperialismo surgiu em 1902 com "Imperialismo", do autor inglês John Hobson, para quem o fenômeno se devia à acumulação de capital excedente que devia ser exportado. Seriam motivações importantes do expansionismo a busca de novas fontes de matérias-primas e de mercados. A originalidade da obra de Hobson consiste em atribuir ao imperialismo raízes econômicas, o que forneceu as bases para a interpretação marxista.
Em 1917, o líder soviético Vladimir Lenin sugeriu que "o imperialismo era a forma mais elevada de capitalismo, alegando que o imperialismo se desenvolveu após o colonialismo e foi distinguido do colonialismo pelo capitalismo monopolista". Em virtude disso, os marxistas definem que o capital financeiro se tornou a causa do imperialismo moderno.
Na década de 1950, as alterações às políticas económicas de Taiwan transformaram a ilha através de uma tecnologia orientada e uma economia desenvolvida industrializada, após um período de altas taxas de crescimento e rápida industrialização. Na China continental, na década de 1970, as reformas conhecida como "Quatro Modernizações" melhoria da agricultura, indústria, tecnologia e defesa, elevando os padrões de vida e tornando a RPC uma das grandes potências.[carece de fontes?]
Para o economista Joseph Schumpeter, que em sua obra mais conhecida, "Capitalism, Socialism and Democracy" (1942), conclui que o capitalismo acabaria por esgotar-se e dar lugar a alguma forma de controle centralizado da economia, e que a política imperialista não tem relação com a natureza do capitalismo, que é pacifista em essência. O expansionismo se deve a um impulso atávico de luta, remanescente em estruturas e camadas sociais pré-capitalistas, que dependem para sua sobrevivência de guerras e conquistas.[controverso]

## O imperialismo do século XIX

Impérios coloniais do ocidente, de 1492 até o presente.

Os principais países que adotaram a prática do imperialismo
- Reino Unido
- França
- Bélgica
- Itália
- Alemanha
- Portugal
- Espanha
- Países Baixos
- Japão
- Rússia
- Império Otomano